# Чанисцкали
Чанисцка́ли (Чанис-Цкала; груз. ჭანისწყალი) — река в Грузии. Протекает по территории Цаленджихского, Чхороцкуского и Хобского муниципалитетов. Правый приток Хоби. Длина — 63 км, площадь бассейна 315 км².
Берёт начало на южных склонах Эгрисского хребта, на высоте 1960 метров над уровнем моря. Питание снеговое, дождевое и подземное. Весеннее половодье. Средний расход воды в устье 14,5 м³/с.